# Oberrœdern
Oberroedern – miejscowość i gmina we Francji, w regionie Grand Est, w departamencie Dolny Ren.
Według danych na rok 1990 gminę zamieszkiwały 474 osoby, 95 os./km².